# Pizzoli
Pìzzoli è un comune italiano di 4 342 abitanti della provincia dell'Aquila in Abruzzo, nella zona dell'Alto Aterno. Fa parte della comunità montana Amiternina e parte del territorio rientra nel territorio del Parco Nazionale del Gran Sasso e Monti della Laga costituendone di fatto una delle porte di accesso nella sua parte occidentale.

## Geografia fisica

### Territorio
Il comune di Pizzoli è situato nell'entroterra abruzzese, nella conca aquilana, a poca distanza dal confine con il Lazio ad ovest, estendendosi, all'imbocco dell'alta Valle dell'Aterno e alle pendici del monte Marine (1463 m) (Monti dell'Alto Aterno), tra il fiume Aterno a ovest ed il Gran Sasso d'Italia ad est; l'altitudine del territorio comunale varia tra i 682 di Cermone e i 2.132 m s.l.m. di Monte San Franco con l'abitato che si sviluppa lungo la direttrice che va da sud-est a nord-ovest, parallelamente al corso del fiume. È circondato per tre quarti dal territorio comunale dell'Aquila, città a cui è congiunto da legami di natura sociale e storica, mentre ad ovest confina con il comune di Barete ed a nord tocca i territori comunali di Capitignano e Montereale. Il suo territorio fa parte, per metà, del Parco Nazionale del Gran Sasso e Monti della Laga.

### Clima
Il clima è tipicamente continentale con forti escursioni termiche giornaliere e annuali e con il tipico fenomeno dell'inversione termica tra fondovalle e fascia montana durante le ore notturne. La stagione più piovosa è l'autunno seguita dalla primavera e dall'inverno. La neve d'inverno compare frequentemente nella fascia montana, meno frequentemente e con accumuli inferiori nel fondovalle. L'estate è la stagione secca e calda.

## Storia

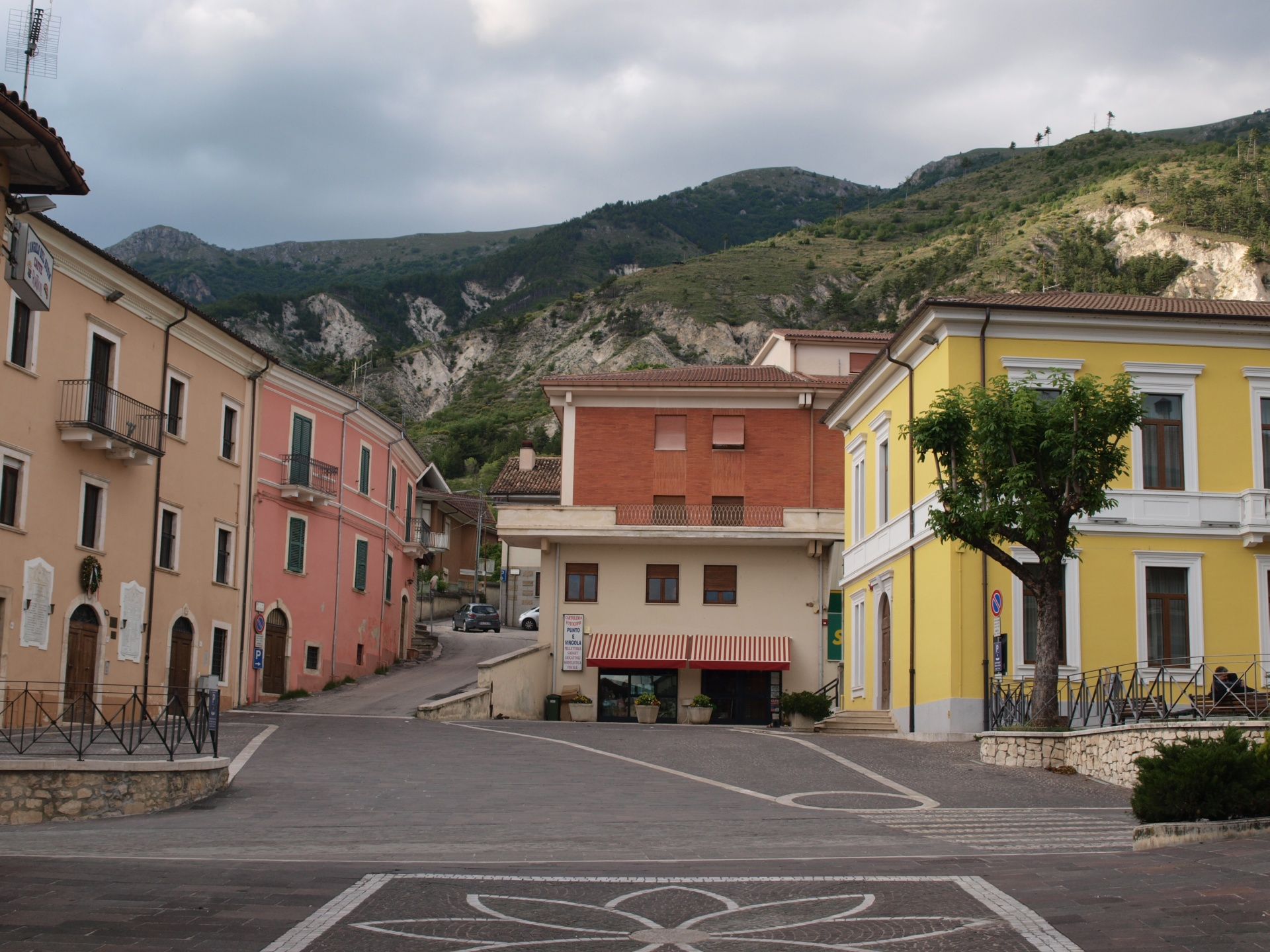
Piazza del Municipio

### Epoca romana
Il paese è situato non lontano dalla città romana di Amiternum. Viste le particolari caratteristiche geo-morfologiche del territorio, la zona era di fatto un'area di confine sin dai tempi delle migrazioni delle popolazioni picene che in epoca preromana, quando divenne la zona di confine tra le popolazioni sabine e vestine. In seguito seguì le sorti della città di Sallustio, che in epoca augustea divenne una Prefettura della Regio IV Samnium.

### Epoca medievale e la diocesi di Amiterno
A seguito della decadenza di Amiternum, gli abitanti si distribuirono nei molti vici o ville abitati sino all'alto Medioevo, prima di subire un lento e progressivo abbandono. Il territorio appartenne all'Abbazia di Farfa, alla diocesi di Amiterno, ed in seguito alla diocesi di Rieti. Nel VI secolo si ha notizia di una comunità premonastica che si riuniva attorno a Sant'Equizio, che qui fu sepolto, ed un nucleo abitato sito in località San Lorenzo, resistette alle incursioni saracene ed alla dominazione longobarda. Nel 1185 Castrum Piczolum (Pizzoli) risulta appartenere, insieme a San Vittorino e Rocca di Corno, a Vetulo Gentile.

### Fondazione dell'Aquila (1254) ed epoca moderna
Nel XIII secolo Castrum Piczolum era uno dei castelli del contado dell'Aquila e partecipò alla fondazione della città cui contribuì con la costruzione della chiesa di San Lorenzo nel quartiere di San Pietro. Quando, all'inizio del XVI secolo, la città si ribellò a Carlo V, Pizzoli, su ordine del Re, venne infeudata a Gonzalo de Aldana (1529), passando in seguito a Giovanni De Felicis, Pietro Gonzales, Alfonso Basurto, e Dianora di Nocera che, nel 1575, la vendette a Ferrante de Torres, i cui discendenti la tennero fino all'eversione della feudalità.

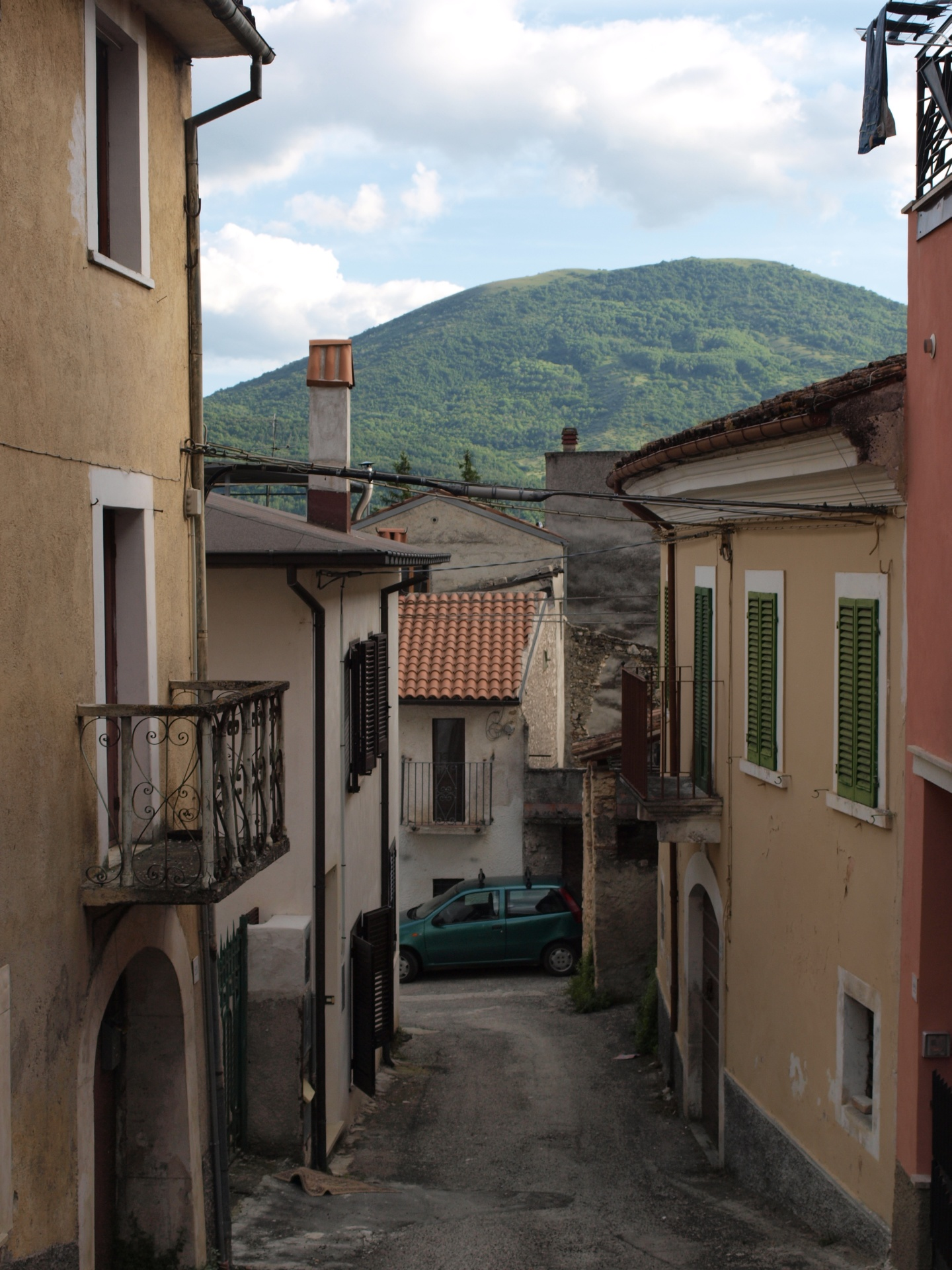
Strade dell'abitato

### Il terremoto del 1703 e del 2009
Nel 1703 Pizzoli venne quasi completamente rasa al suolo dal grande terremoto che fece numerose vittime e che distrusse anche la vicina città dell'Aquila. Il paese venne colpito anche dal sisma del 2009 e risultò epicentro di una delle maggiori scosse di assestamento, di magnitudo 5.0 e verificatasi lo stesso giorno del main shock (il 6 aprile 2009).

### La Grande Aquila (1927) e riappropriazione dello status di comune
Il 29 luglio 1927 il territorio del comune di Pizzoli fu ridotto per la perdita di San Vittorino annesso al comune di Aquila degli Abruzzi (L'Aquila dal 1939).
Trattasi del Regio Decreto legge del 29 luglio 1927 numero 1564 che prevede la soppressione e l'annessione al comune di Aquila degli Abruzzi dei comuni di Arischia, Bagno, Camarda, Lucoli, Paganica, Preturo, Roio, Sassa, nonché la frazione di San Vittorino del comune di Pizzoli. Nel 1947 Lucoli dopo essere stato per 20 anni una frazione dell'Aquila fu il solo a riuscire a ritornare comune autonomo a differenza degli altri 7 comuni soppressi.

### La seconda guerra mondiale
Nei primi anni della seconda guerra mondiale, tra il 1940 e 1943, Pizzoli fu uno dei comuni dell'Abruzzo ad essere designato dalle autorità fasciste come luogo di internamento civile per profughi ebrei stranieri presenti in Italia. Gli internati furono 20, uno dei gruppi più numerosi nella provincia di L'Aquila. Dopo l'8 settembre 1943, con l'arrivo delle truppe tedesche la situazione si fece drammatica. Ciononostante, tutti gli ex-internati riuscirono a sfuggire alla cattura e alle deportazioni.

## Monumenti e luoghi d'interesse

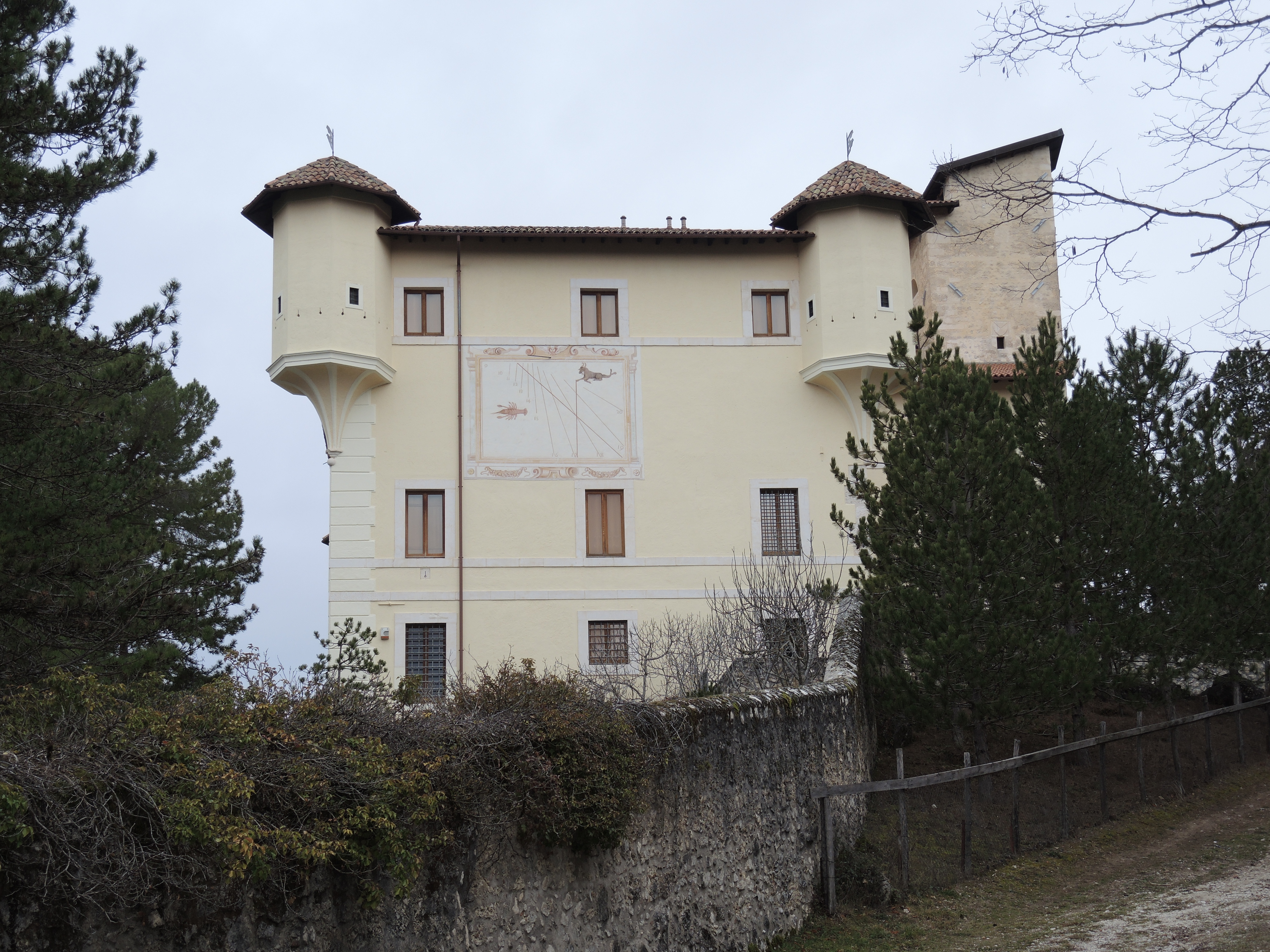
castello Dragonetti De Torres

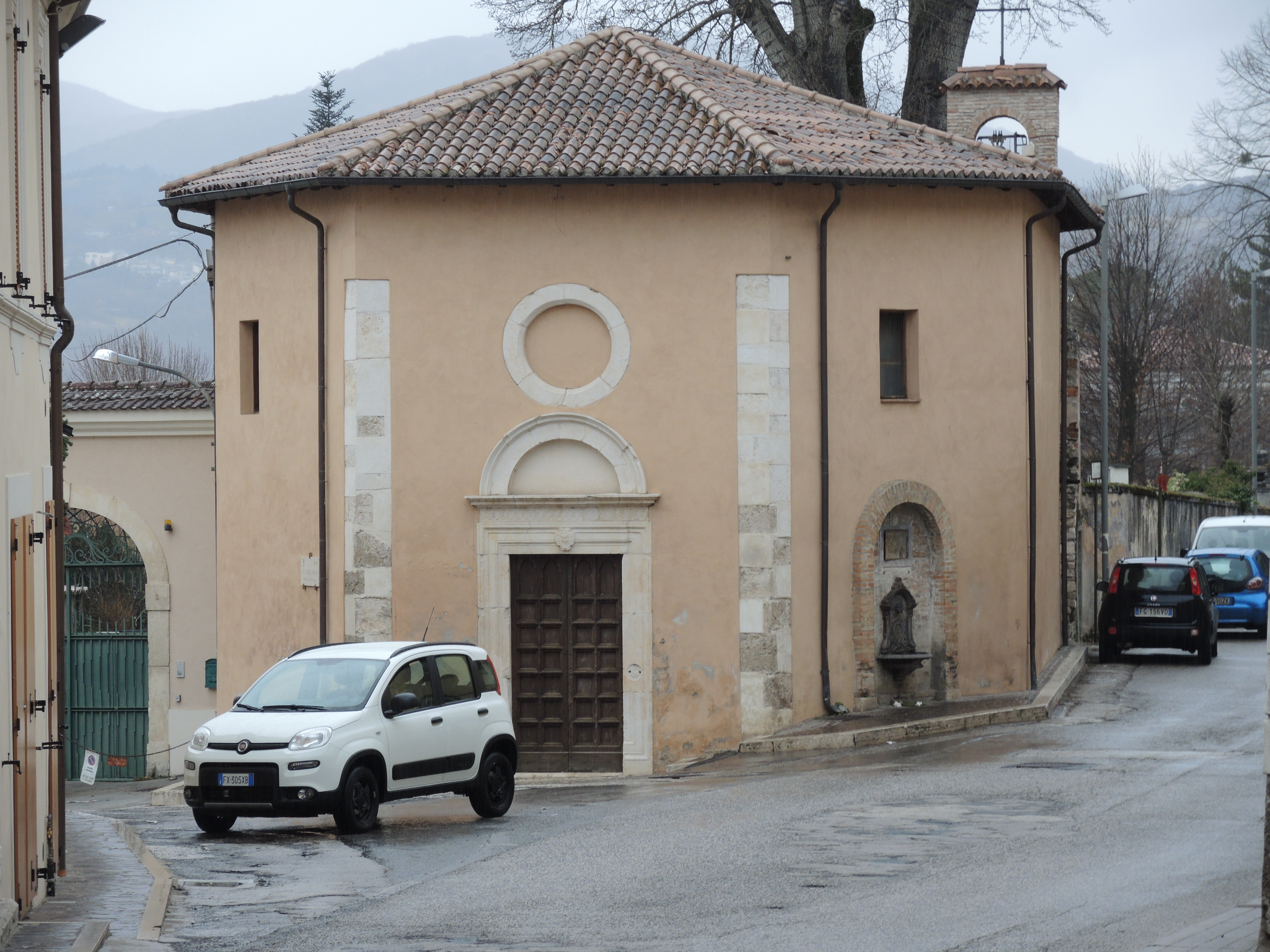
Chiesa ottagonale di Santa Maria dell'ospedale

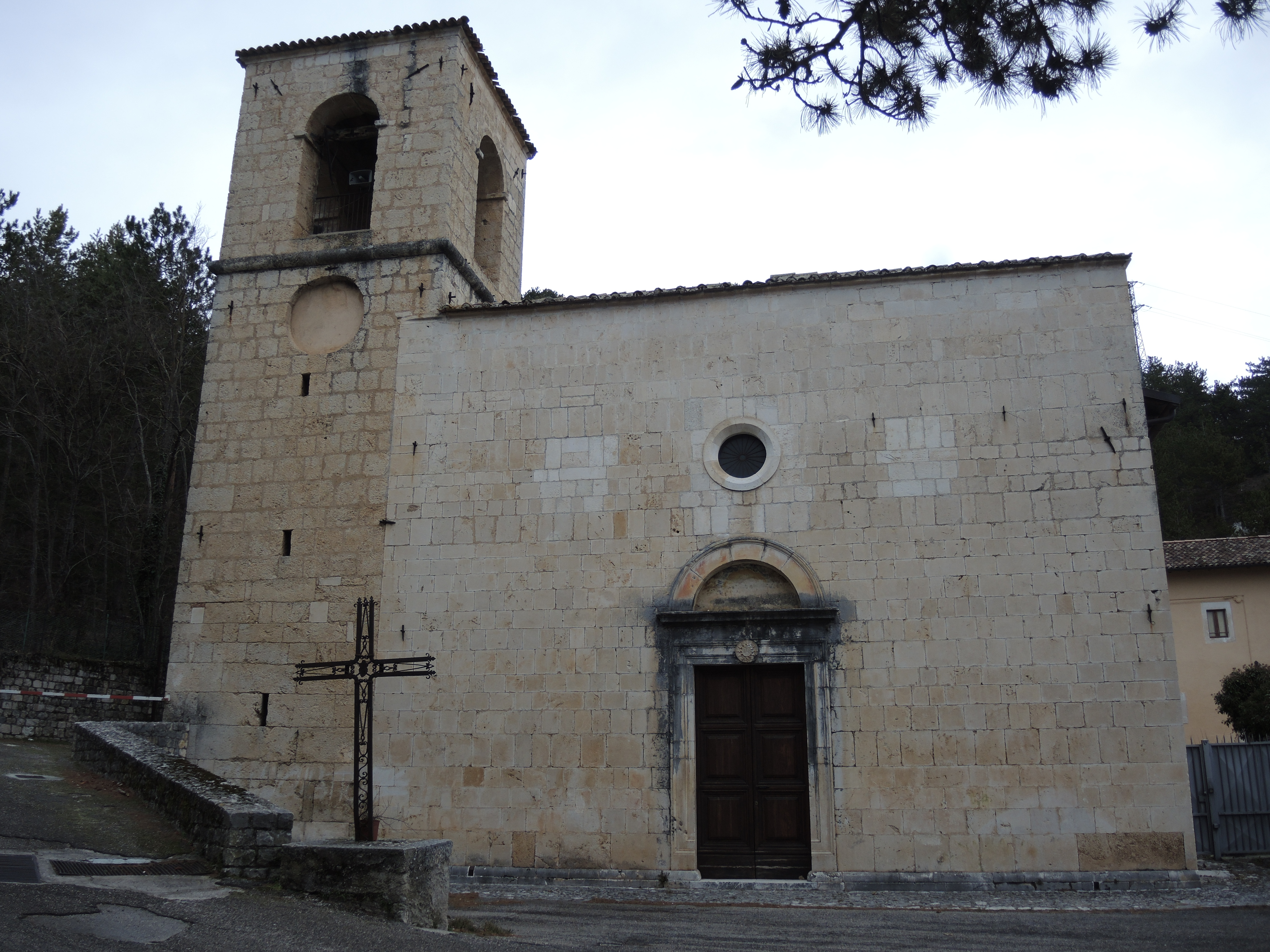
Chiesa di Santo Stefano del monte

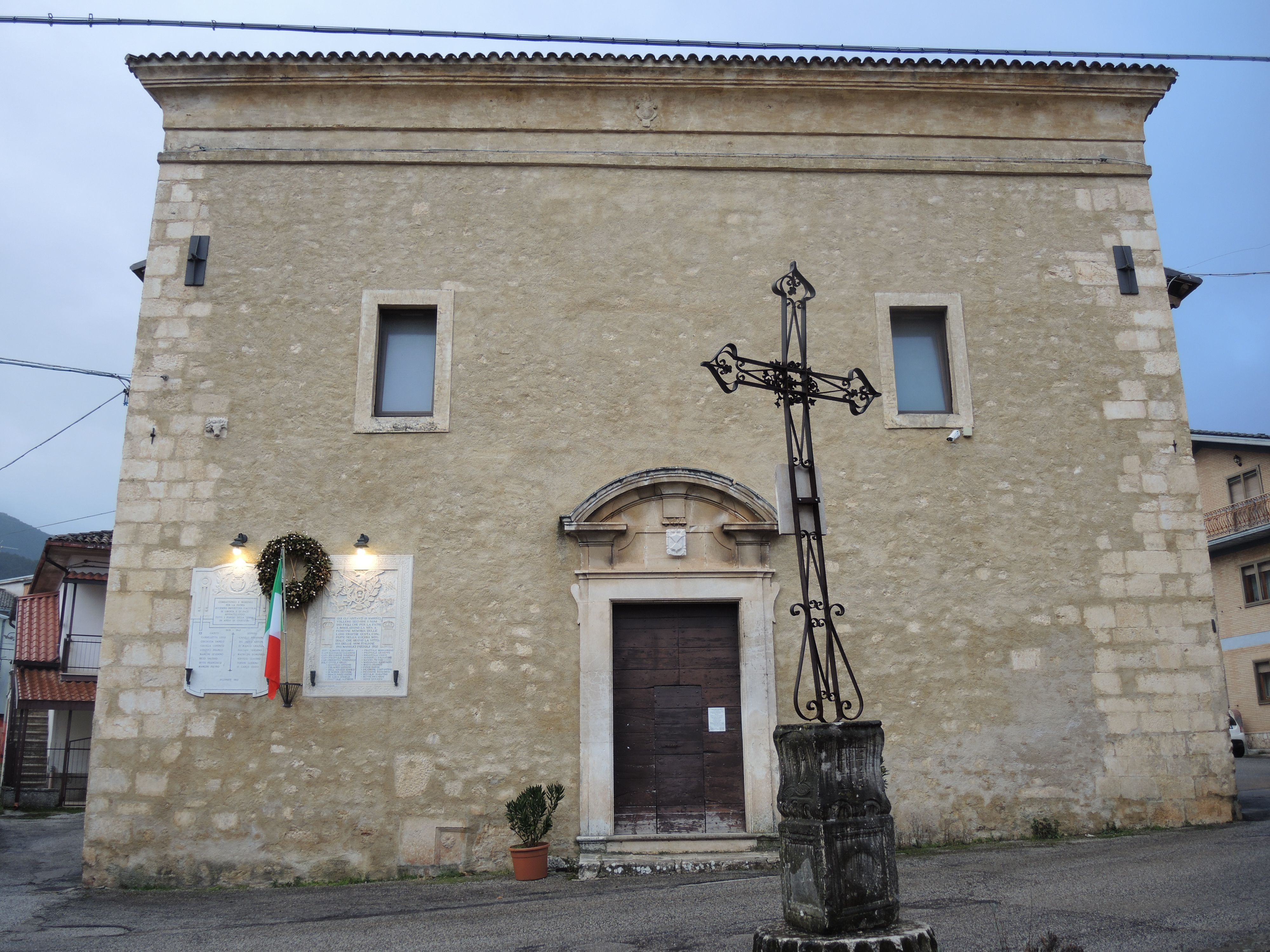
Chiesa di San Lorenzo o Sant'Equizio in località Marruci; fu il sepolcronper secoli del compatrono aquilano Sant'Equizio abate, ora le reliquie sono nella chiesa del Gesù, a l'Aquila

Per la sua vicinanza strategica all'Aquila, Pizzoli fu spesso sede di acquartieramenti militari; vi si stanziarono spesso truppe di passaggio come quelle francesi nell'Ottocento e quelle tedesche nell'ultima guerra. Circa il 50% del territorio comunale di Pizzoli fa oggi parte del Parco Nazionale del Gran Sasso e Monti della Laga. I principali monumenti del paese sono:
- Castello Dragonetti de Torres: fortezza fatta costruire nel XVII secolo dai marchesi Dragonetti de Torres su progetto di Pietro Larbitro[8], sopra l'antico castello del XIII secolo, di cui resta una torre angolare a pianta irregolare. Si tratta di un edificio a pianta quadrata, a residenza gentilizia tardo rinascimentale, e torrette angolari ottagonali, addossato ad una preesistente; per la sua realizzazione vennero demolite parte delle mura che circondavano la torre. Durante la seconda guerra mondiale il castello ospitò le truppe tedesche.
- Chiesa del Castello o della Santissima Croce: edificio a pianta ottagonale fatto costruire dai marchesi Dragonetti de Torres nella prima metà del XVII secolo a conclusione della Via Crucis. Dalla chiesa si ha una vista notevole del castello e di tutta la vallata.
- Parrocchia di Santo Stefano Martire: è la parrocchia di Pizzoli, costruita nel 1964 per volere di don Fortunato Tosone, affacciata lungo il Corso Sallustio in Piazza Municipio. La chiesa è stata costruita dall'architetto Augusto Angelini, apprezzate sono le strutture portanti in cemento armato, che si compongono sulla volta a raggiera di alto valore architettonico. La chiesa si sviluppa a pianta rettangolare, lunga 29 metri, terminante con abside semicircolare posteriore, è larga 13 metri e alta 19 metri. Il campanile a torre in cemento si erge lateralmente, l'interno è a navata unica.
- Chiesa di Santa Maria dell'Ospedale o della Madonnella: situata sul corso, poco distante dalla parrocchia di Santo Stefano, è posta in posizione di importante impatto ambientale, interessante è il perimetro ottagonale irregolare, risalente alla metà del XVII secolo. Dopo anni di degrado, è stata ristrutturata nel 2004 per volere di Dante Del Tosto. La chiesa ha un aspetto barocco semplice della maniera romana, con portale architravato, e interno a pianta centrale, caratterizzato da un altare laterale, e dal capo altare a tabernacolo a stucco, con colonne tortili e motivi classici.
- Chiesa di San Matteo: situata nella parte ovest, all'incrocio tra corso Sallustio e via Perilli, è del XV secolo, edificata come cappella campestre: ha una facciata quadrata in pietra concia, caratterizzata dall'apertura circolare posta al di sopra dell'ingresso, a contatto con il motivo architettonico triangolare, che sovrasta il portone. Interessanti gli affreschi interni dell'abside, del XVI secolo, che rappresentano i Santi Apostoli, e sulla volta dell'abside il Padre Eterno in gloria.
- Chiesa di Santo Stefano a Monte: edificio risalente al XIII-XIV secolo  posta accanto al Castello Dragonetti, sopra la montagnetta che dovrasta Pizzoli, caratterizzato da affreschi e altari del XVI secolo[8], la facciata è in pietra concia, quadrata, tipicamente romanica aquilaa con oculo e portale a tutto sesto.

Chiesa abbazia di San Lorenzo o Sant'Equizio abateposta al centro di contrada Marruci, risale al VI secolo, rifatta nel XIV-XVIII secolo. La chiesa è molto antica e di grande importanza, perché per 1000 anni ospitò le reliquie dell'abate Sanr'Equizio, compatrono dell'Aquila con San Massimo di Aveia, San Bernardino e San Pietro Celestino. Successivamente sono state spostate nella chiesa del Gesù a L'Aquila. La chiesa mostra un aspetto barocco con tracce medievali, come nel campanile a torre,  e conserva il chiostro abbaziale.

### Luoghi di interesse naturalistico

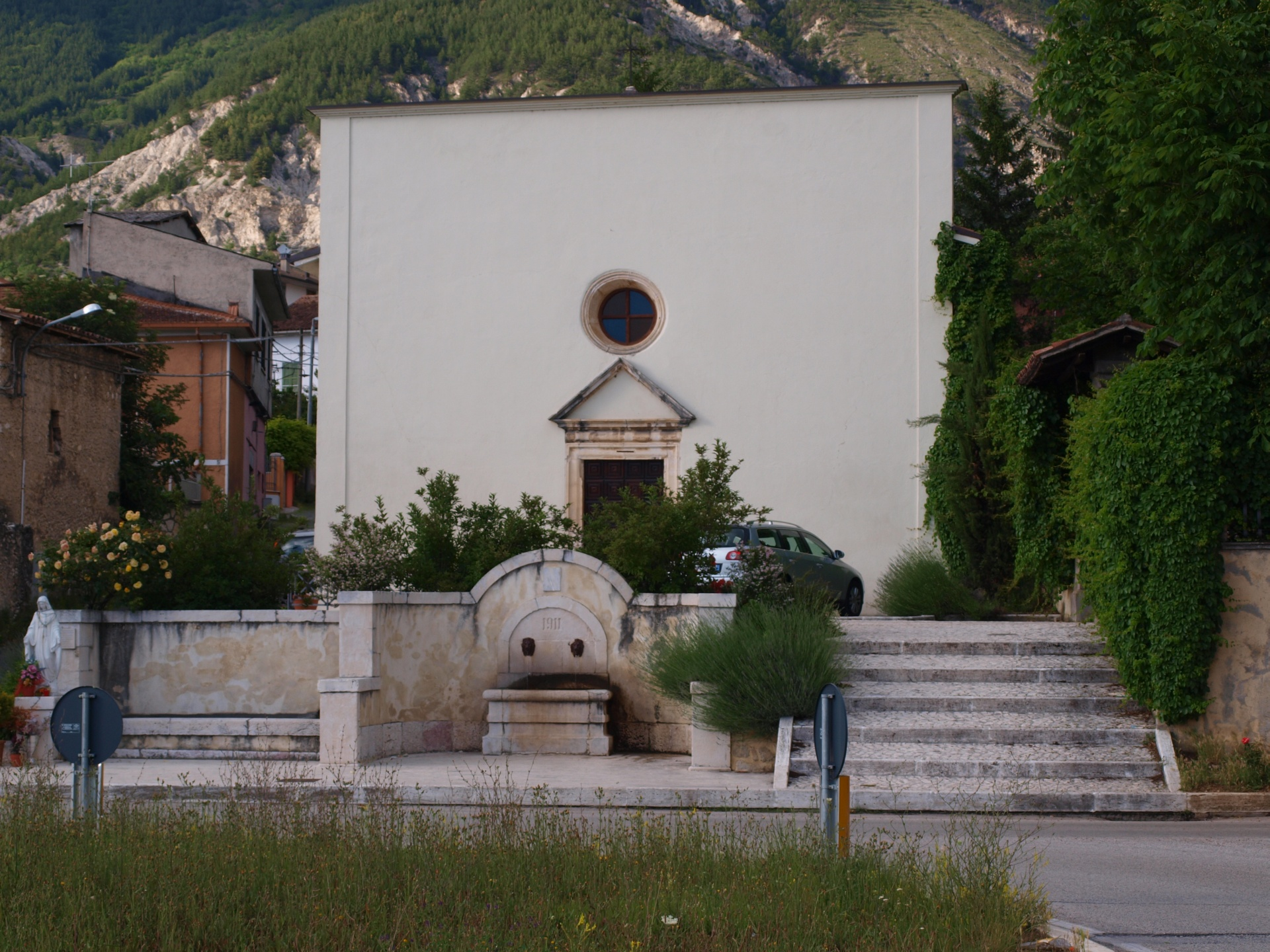
Veduta della Chiesa di San Matteo

Appartengono al territorio del comune:
- buona parte del Monte San Franco (2132 m s.l.m.), appartenente al massiccio del Gran Sasso d'Italia;
- il Passo delle Capannelle;
- parte della Pineta di pini rossi lungo la strada che sale al passo in comune con il territorio di Arischia;
- il Rifugio Fioretti e il Rifugio Antonella Panepucci Alessandri;
- una carrareccia in buone condizioni e dall'interessante risvolto paesaggistico sull'alta Valle dell'Aterno, risale tortuosa dall'abitato lungo le pendici del Monte Marine e i territori montani di Barete, Montereale e Capitignano, in direzione di Monte Mozzano, fino ai piani di Aielli, ridiscendendo poi verso Castel Paganica.

### Luoghi di interesse storico-letterario

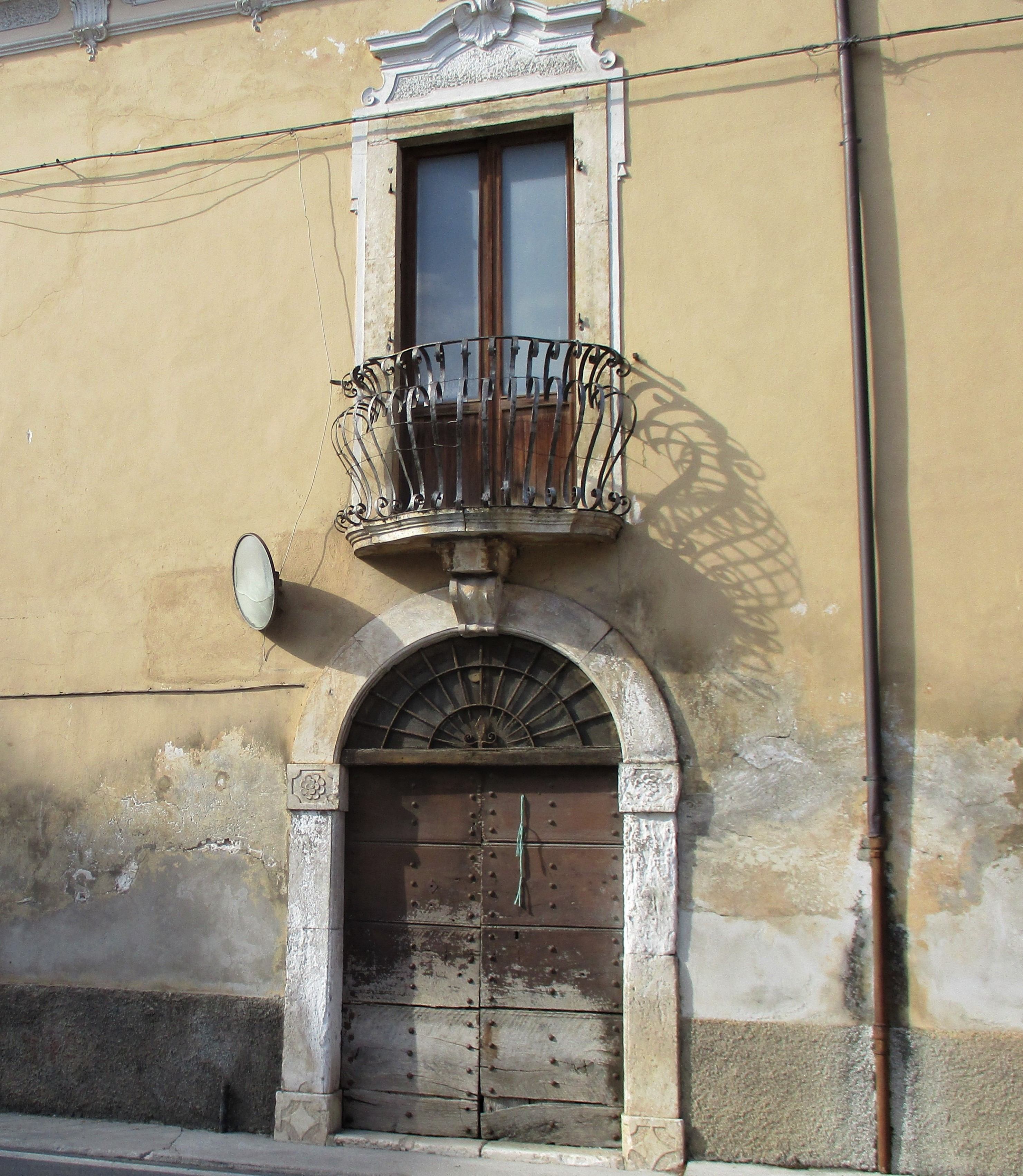
La casa in cui abitarono Leone e Natalia Ginzburg a Pizzoli

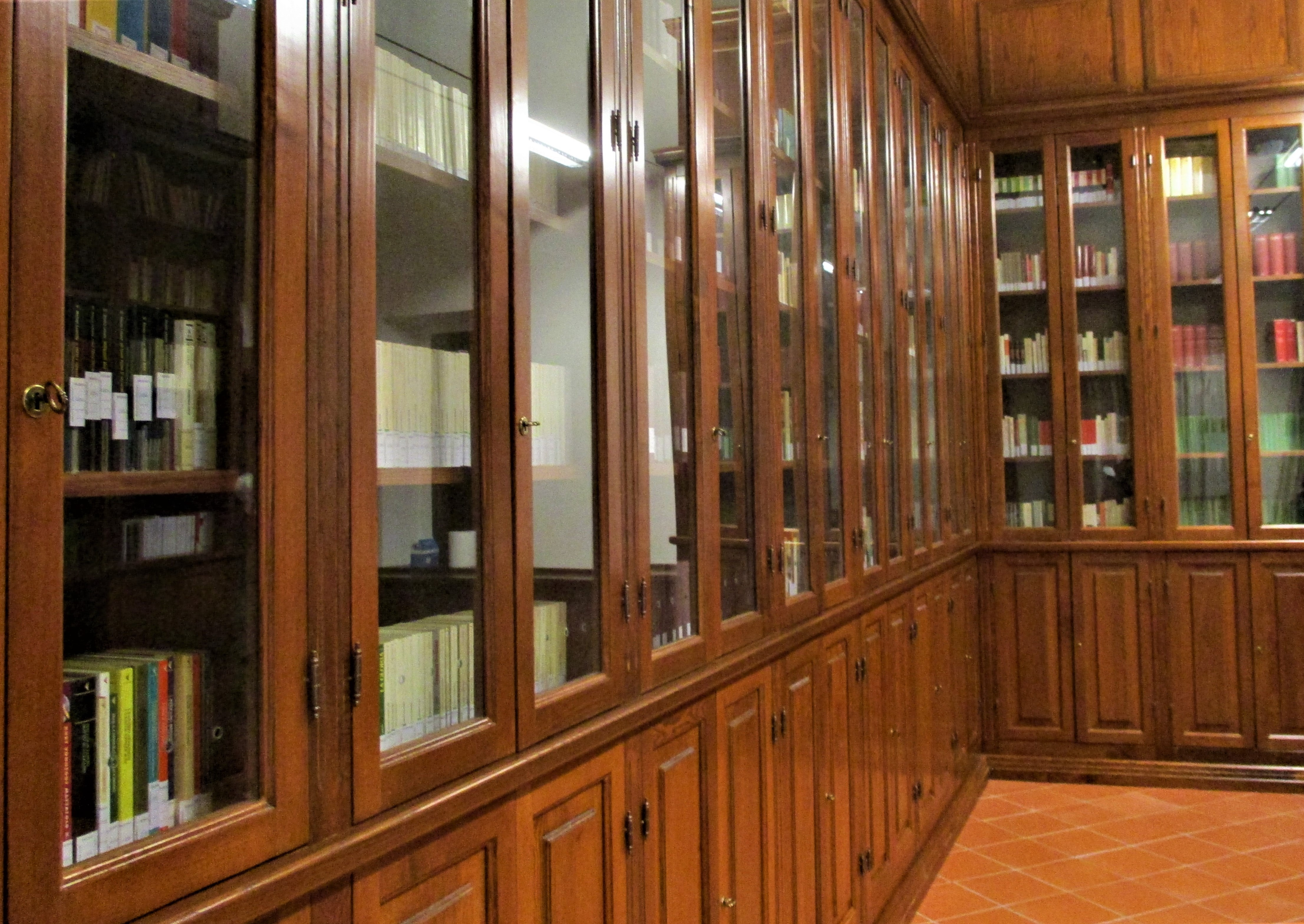
Biblioteca comunale Leone e Natalia Ginzburg a Pizzoli

Dal giugno 1940, Leone Ginzburg dimorò a Pizzoli, quale internato politico dal regime fascista, in una casa nel cuore del paese, all’angolo tra piazza  del Municipio e Corso Sallustio. Qui lo raggiunse, nell’ottobre di quello stesso anno, la coniuge Natalia Ginzburg con i due figli Carlo e Andrea, mentre la terza figlia Alessandra nascerà durante il soggiorno pizzolano. L’internamento avrà termine nell’agosto del 1943, all’indomani della caduta del fascismo.
Dei rapporti che si instaurarono tra la coppia di intellettuali antifascisti ed il paese e i suoi abitanti, Natalia lasciò traccia in  un racconto, scritto nel 1944, dal titolo Inverno in Abruzzo:
(Natalia Ginzburg, Inverno in Abruzzo)
A Pizzoli, Leone conosce e frequenta il muratore comunista Vittorio Giorgi, futuro deputato del PCI, con cui stringe un forte rapporto di amicizia. Vittorio Giorgi è stato sindaco di Pizzoli dal 1962 al 1977.
Il Comune di Pizzoli ha dedicato a Leone e Natalia Ginzburg la sua Biblioteca, dove conserva quasi tremila volumi appartenuti a Natalia e donati dalla famiglia nel 2016.

## Società

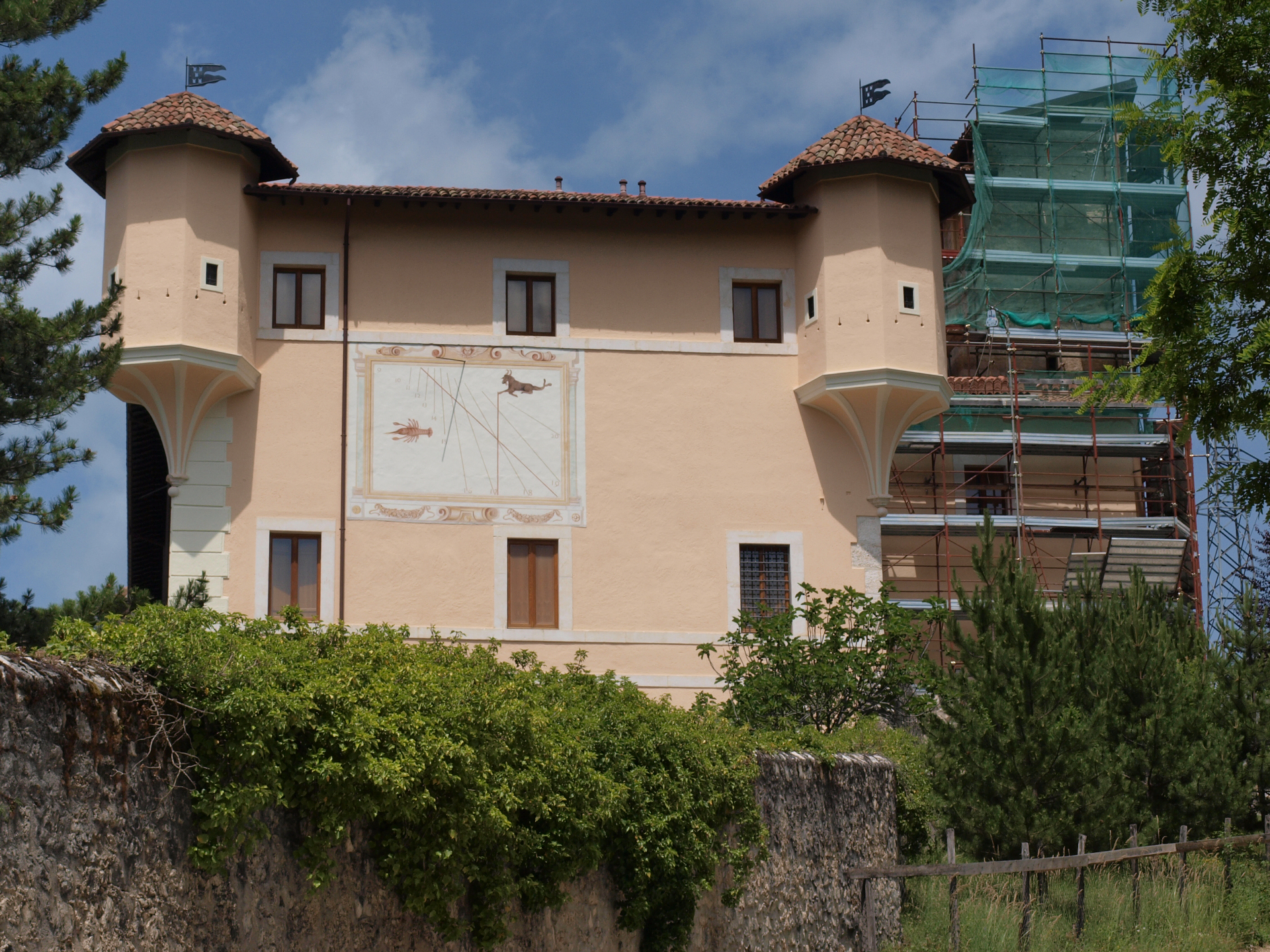
Veduta del Castello Dragonetti

### Evoluzione demografica
Abitanti censiti

## Geografia antropica

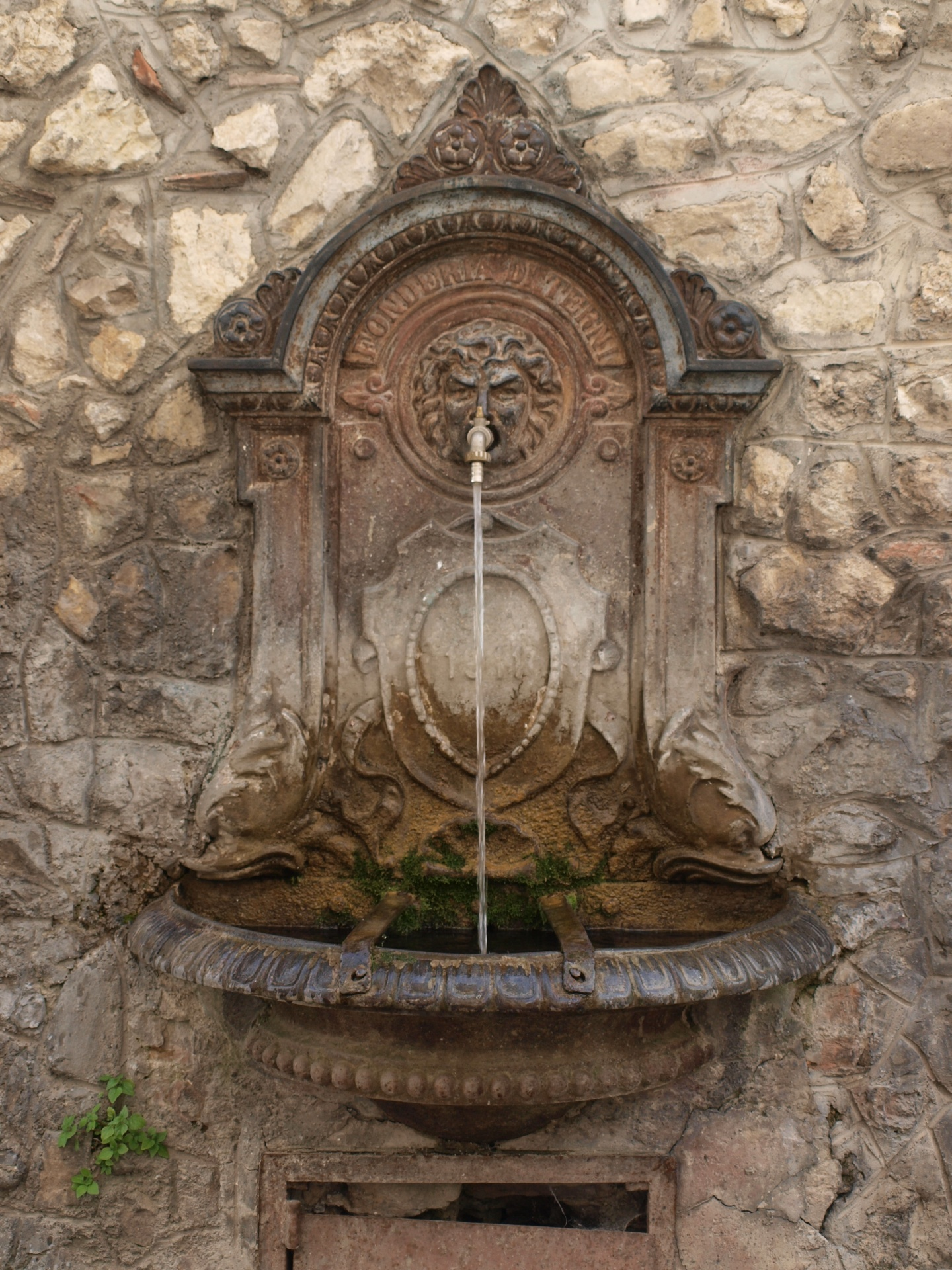
Fontana a Pizzoli

Situato ad un'altitudine di 740 m s.l.m., conta 4074 residenti, ma ha una popolazione attuale, comprensiva di domiciliati e studenti, superiore ai 7.000 abitanti, presentandosi come il comune più popoloso dell'alto Aterno ed il secondo (dopo il capoluogo L'Aquila) dell'intera conca aquilana. La cittadina è formata per lo più da un unico complesso abitativo con le uniche due frazioni, Cermone e Cavallari, poste a sud dell'abitato, in corrispondenza del confine comunale con L'Aquila; con il nome Marruci si indica invece una località della stessa Pizzoli comprendente diverse contrade.

## Infrastrutture e trasporti
Pizzoli dispone di due uscite sulla strada statale 260 Picente, rispettivamente ad est e ad ovest del paese. Un'altra uscita è localizzata nei pressi di un'area commerciale e industriale sempre all'interno del territorio comunale. La statale 260, che ha origine nella località Cermone, al confine tra i territori di Pizzoli e L'Aquila, consente un veloce collegamento con il capoluogo e con gli altri centri dell'alta valle dell'Aterno. L'autostrada A24 (Roma-L'Aquila-Teramo) dista circa 10 km.
Il paese disponeva, sino al 1935 di una stazione ferroviaria sulla linea L'Aquila-Capitignano, poi dismessa; attualmente la stazione ferroviaria più vicina è quella di Sassa-Tornimparte sulla linea Terni-Sulmona. Nei pressi del paese (nella frazione aquilana di Preturo) è, inoltre, l'aeroporto dei Parchi. Dall'Aquila è attivo nei giorni feriali un servizio di trasporto pubblico locale bidirezionale tramite corriera TUA.

## Amministrazione
| Periodo        | Periodo        | Primo cittadino      | Partito                                    | Carica  | Note          |
| -------------- | -------------- | -------------------- | ------------------------------------------ | ------- | ------------- |
| 23 aprile 1995 | 12 giugno 1999 | Renzo Testa          | Partito Democratico della Sinistra         | Sindaco | [ 18 ]        |
| 13 giugno 1999 | 29 marzo 2010  | Giovannino Anastasio | Democratici di Sinistra Intesa Democratica | Sindaco | [ 19 ] [ 20 ] |
| 30 marzo 2010  | 30 maggio 2015 | Angela D'Andrea      | Partito Democratico Intesa Democratica     | Sindaco | [ 21 ]        |
| 31 maggio 2015 | in carica      | Giovannino Anastasio | Partito Democratico Intesa Democratica     | Sindaco | [ 1 ]         |

### Gemellaggi
- Carpino, dal 2005

## Sport

### Calcio
La principale squadra di calcio della città è l'ASD Pizzoli che milita nel girone A di Promozione Abruzzo. È nato nel 1963.